# Liste von Persönlichkeiten der Stadt Meißen
Folgende Persönlichkeiten sind in Meißen geboren oder hatten ihren Wirkungskreis in dieser Stadt; sie sind nach ihrem Geburtsdatum geordnet. Weiter sind die Ehrenbürger der Stadt aufgeführt in der Reihenfolge der Verleihung des Titels.

## Söhne und Töchter der Stadt

### Bis 1800
- nach 1160, Adelheid von Meißen, † 2. Februar 1211 in Meißen, böhmische Königin
- um 1300, Johann I. von Meißen, † 30. Juli 1355 auf Burg Heilsberg, Bischof vom Ermland
- im 15. Jahrhundert, Johann von Breitenbach, † 1507 oder 1509 in Leipzig, Rechtswissenschaftler und Hochschullehrer
- 1416, 3. März, Herzog Sigismund von Sachsen, † 24. Dezember 1471 in Rochlitz, 1440–1443 Bischof von Würzburg
- 1420, 5. April, Anna von Sachsen, † 17. September 1462 in Spangenberg, durch Heirat Landgräfin von Hessen
- 1422, 21. Mai, Heinrich von Sachsen, † 22. Juli 1435 in Dresden, Herzog von Sachsen
- 1425, 30. April, Wilhelm III., † 17. September 1482 in Weimar, Herzog von Sachsen
- 1436, 4. April, Amalia von Sachsen, † 19. November 1501 in Rochlitz, durch Heirat Herzogin von Bayern-Landshut
- 1437, 7. März, Anna von Sachsen, † 31. Oktober 1512 in Neustadt an der Aisch, durch Heirat Kurfürstin von Brandenburg
- 1441, 24. März, Ernst, † 26. August 1486 bei Colditz, Kurfürst von Sachsen
- 1444, Margarete von Sachsen, † nach dem 19. November 1498 in Seußlitz, Äbtissin von Seußlitz
- um 1445, Johann von Breitenbach, † 1507 oder 1509 in Leipzig, Rechtswissenschaftler und Hochschullehrer
- 1445, 31. Oktober, Hedwig von Sachsen, † 13. Juni 1511 in Quedlinburg, Äbtissin des Reichsstifts Quedlinburg
- 1467, 8. Mai, Adalbert III., † 1. Mai 1484 in Aschaffenburg, Administrator des Erzbistums Mainz
- 1468, 13. Juni, Johann der Beständige, † 16. August 1532 in Schweinitz, Kurfürst von Sachsen
- 1469, 4. August, Margarete von Sachsen, † 7. Dezember 1528 in Weimar, durch Heirat Herzogin von Braunschweig-Lüneburg
- 1471, 27. August, Georg der Bärtige, † 17. April 1539 in Dresden, Herzog von Sachsen
- 1514, 24. Juni, Johann Baumgart, † 18. März 1578 in Magdeburg, lutherischer Theologe, Kirchenlieddichter und Schuldramatiker
- 1526, Hans Walther, † 10. September 1586 in Dresden, Bildhauer der Renaissance und Bürgermeister von Dresden
- 1528, Sebastian Starck, † 17. August 1586 in Mühlhausen, evangelisch-lutherischer Theologe, Pastor und Superintendent
- 1578, Gottfried Fritzsche, † 1578 in Meißen; † 1638 in Ottensen, Orgelbauer
- 1586, 21. März, Donatus von Freywaldt, † 21. Januar 1640 in Kayna, Mediziner und Kgl. Hof- und Leibarzt
- 1616, Johann Klaj, † 16. Februar 1656 in Kitzingen, Dichter
- 1623, August, Sebastian Friedrich von Kötteritz, † 13. August 1666 in Oldenburg, oldenburgischer Oberlanddrost
- 1631, 21. April, Leonhard Albhart, † 17. Juni 1674 in Meißen, Jurist und Baumeister
- 1671, 13. September, Christian Jacob Koitsch † 21. August 1734 in Elbing, pietistischer Theologe und Kirchenlieddichter
- 1719, 17. Januar, Johann Elias Schlegel, † 13. August 1749 in Sorø (Dänemark), Dichter, Jurist und Dichtungstheoretiker
- 1721, 17. September, Johann Adolf Schlegel, † 16. September 1793 in Hannover, Dichter und Geistlicher
- 1731, 23. Juli, Amalie Christina Gylding, 12. April 1804 in Aabenraa, Porzellanmalerin in Dänemark
- 1744, 26. Oktober, Johann Georg Wagner, 14. Juni 1767, Landschaftsmaler und Radierer
- 1755, 10. April, Christian Friedrich Samuel Hahnemann, † 2. Juli 1843 in Paris, Arzt, Begründer der klassischen Homöopathie
- 1764, 28. Januar, Gottlob Heinrich Schulz, † 26. Februar 1821 in Dresden, Bürgermeister von Dresden
- 1765, 22. Mai, Gottlieb Wilhelm Hüllmann, † nach 1828 in Dresden, Zeichner und Kupferstecher
- 1770, 1. Januar, Johann Justus Vieth von Golßenau, sächsischer Generalmajor, † 26. Mai 1853 in Tetschen (Böhmen)
- 1777, 3. März, Friedrich Matthäi, † 23. Oktober 1845 in Wien, Maler an der Dresdner Akademie
- 1778, 24. Februar, Karl Heinrich Ferdinand Schütze, † 14. Mai 1860 in Dresden, Kaufmann, Rittergutsbesitzer, Wohltäter (Waisenverein zu Meißen)
- 1778, 21. März, Karl Ludwig Matthäi, † 9. August 1848 in Dresden, Baumeister und Schriftsteller
- 1782, 16. Oktober, Karl August Weinhold, † 29. September 1829 in Halle (Saale), Mediziner und Professor

### 1801 bis 1900
- 1805, Curtius Grolig, † 1863 in Versailles, Maler
- 1805, 3. Februar in Hintermauer, Karl Christian Sparmann, † 18. Dezember 1864, Porzellan- und Landschaftsmaler
- 1809, 28. Januar, Carl Hugo Tzschucke, † 20. März 1879 in Meißen, Bürgermeister von Meißen, Mitglied der Frankfurter Nationalversammlung, Landtagsabgeordneter
- 1809, 27. Juli, Gottfried Pulian, † 4. März 1875 in Düsseldorf, Architektur- und Landschaftsmaler
- 1818, 27. Januar, Heinrich Richard Baltzer, † 7. November 1887 in Gießen, Mathematiker
- 1819, 26. März, Louise Otto-Peters, † 13. März 1895 in Leipzig, Schriftstellerin, Frauenrechtlerin.
- 1825, 29. Juni, Ludolf Krehl, † 15. Mai 1901 in Leipzig, Orientalist.
- 1828, 16. Januar, Karl Gottfried Mäser, † 15. Februar 1901 in Salt Lake City, mormonischer Theologe und Pädagoge.
- 1830, 11. März, Heinrich Richter, † 12. Juli 1890 in Boll, Musiker und Verleger
- 1830, 26. Oktober, Gustav Martin Wunder, † 20. September 1885 in Chemnitz, Chemiker und Direktor der Technischen Staatslehranstalten Chemnitz
- 1833, 11. Januar, Theodor Dietrich † 1. Oktober 1917 in Hannover, Agrikulturchemiker
- 1833, 27. Mai, Anton Dietrich, † 4. August 1904 in Leipzig, Maler
- 1836, 2. Juni, Woldemar Gottlob Schmidt, † 31. Januar 1888 in Leipzig, evangelischer Theologe und Hochschullehrer
- 1838, 28. Januar, Otto König, † 30. Dezember 1920 in Wien, Bildhauer
- 1841, 15. Juni, Carl Bruno Kurtz, † 21. Dezember 1909 in Dresden, Jurist und Reichstagsabgeordneter
- 1842, 17. November, Viktor Paul Mohn, † 17. Februar 1911 in Berlin, Maler, Zeichner und Illustrator der Spätromantik
- 1844, Emil Otto Grundmann, † 27. August 1890, Maler
- 1844, 6. März, Otto Loth, † 17. März 1881 in Leipzig, Arabist, Orientalist und Hochschullehrer
- 1853, 27. Oktober, Paul Umlauft, † 7. Juni 1934 in Dresden, Komponist, kgl. Prof. in Dresden
- 1854, 11. September Edmund Naumann, † 1. Februar 1927 in Frankfurt am Main, Geologe, Hochschullehrer in Japan, Leiter der topographischen und geologischen Aufnahme in Japan
- 1858, 19. März, Richard Oskar Gänzel, † 3. Juni 1936 in Dresden, Baumeister
- 1859, 22. September, Paul Baum, † 15. Mai 1932 in San Gimignano (Italien), Maler des deutschen Impressionismus, Zeichner und Grafiker
- 1861, 9. September, George Eugene Beyer, † 2. Juni 1926 in New Orleans, Biologe
- 1867, 31. Dezember, Rudolf Hirschberg, † 1943, Schriftsteller
- 1868, 1. Januar, Ernst Theodor Krause, † 1. Januar 1954, Maler und Restaurator
- 1869, 5. Mai, Georg Jahn, † 18. November 1940 in Loschwitz, Maler
- 1870, 10. Mai, Johannes Kleinpaul, † 26. Januar 1944 in Dresden, Historiker, Journalist, Schriftsteller und Zeitungswissenschaftler
- 1871, 22. März, Franz Adam Beyerlein, † 27. Februar 1949 in Leipzig, Schriftsteller
- 1875, 30. August, Hermann Ludwig Kutzschbach, † 9. Februar 1938 in Dresden, Dirigent und Musikpädagoge
- 1876, 28. Oktober, Paul Walther, † 1933 in Meißen, Bildhauer und Tierplastiker der Porzellanmanufaktur
- 1878, 22. November, Arthur Julius Barth, † 17. Juli 1926 in Rehbrücke, Maler und Graphiker
- 1879, 18. Januar, Paul Bang, † 31. Dezember 1945 in Hohenfichte bei Chemnitz, Reichstagsabgeordneter (DNVP und für NSDAP), Staatssekretär im Reichswirtschaftsministerium
- 1879, 2. März, Herbert Böhme, † 7. Juni 1971 in Dresden, Superintendent 1933–1950, 1945 im Widerstand gegen die Meißner SS-Festungskommandantur
- 1879, 11. August, Paul Gerhard Zeidler, † 14. Juli 1947 in Berlin, Schriftsteller
- 1880, 8. August, Paul Schwenk, † 22. August 1960 in Berlin, Politiker (KPD), Mitglied des preußischen Landtages
- 1880, 4. Dezember, Ernst Otto Horn, † 7. Mai 1945 in Meißen, Kunstsammler und Weingroßhändler (Otto-und-Emma-Horn-Stiftung)
- 1884, 20. Dezember, Johannes Ernst Born, † 1958, Bildhauer
- 1885, 17. Januar, Willy Anker, † 4. Juni 1960 in Meißen, SPD-Ortsvorsitzender 1923–1933/45, tritt am 6. Mai 1945 für die kampflose Übergabe Meißens an die Rote Armee ein. 1945–1950 2. Bürgermeister und Stadtrat
- 1885, 4. März, Hans Ueberschaar, † 21. Juni 1965 in Kobe (Japan), Japanologe, Gründungsprofessor Japanologie Universität Leipzig
- 1885, 23. Oktober, Otto Münch, † 26. Januar 1965 in Zürich, Schweizer Stuckateur, Steinbildhauer und Bronzeplastiker
- 1887, 31. März, Waldus Nestler, † 19. Mai 1954 in Döbeln, Friedens- und Reformpädagoge
- 1887, 11. Juli, Georg Curt Bauch, † 26. Dezember 1967 in Muralto/Tessin, Maler und Bildhauer
- 1888, 12. Februar, Emil Paul Börner, † 7. November 1970 in Meißen, Maler, Bildhauer und Medailleur
- 1894, 14. August, Hans Rothe, † 31. Dezember 1977 in Florenz, Schriftsteller, Dramaturg, Autor zahlreicher Hörspiele und Übersetzer der Werke von William Shakespeare
- 1895, 30. Juli, Walter Krauspe, † 29. Januar 1968 in Göttingen, Architekt und Baubeamter
- 1900, 16. März, Ferdinand Thürmer, † 17. März 1981 in Braunschweig, Klavierfabrikant, Hörfunkintendant und Versicherungskaufmann

### 1901 bis 1950
- 1901, 24. August, Paul Hofmann, † 16. Oktober 1980 in Berlin-Wilmersdorf, Freikorpskämpfer und Gauleiter
- 1905, 29. April, Erich Naumann, † 7. Juni 1951 in Landsberg am Lech (hingerichtet), SS-Brigadeführer, Generalmajor der Polizei, SD-Oberabschnittsführer
- 1906, 22. Februar, Hans Sckommodau, † 29. Mai 1988, Romanist
- 1906, 15. Juni, Eduard Gerhardt Clauß, † 30. September 1966 in Dresden, Maler
- 1909, 22. Mai, Rudolf Bergander, † 10. April 1970 in Dresden, Maler
- 1913, 6. Juni, Herbert Aschmann, † 20. November 1975 in Meißen, Maler
- 1917, 17. März, Hans Philipp, † 8. Oktober 1943 bei Neuenhaus, Luftwaffenoffizier, Oberstleutnant und Jagdflieger
- 1919, 3. Oktober, Berti Deutsch, geboren als Berta Karoline Heymann, † 19. März 1982 in Ost-Berlin, Schauspielerin
- 1920, 7. Juni, Hans-Joachim Mrusek, † 9. März 1994 in Halle/Saale, Kunsthistoriker
- 1922, 14. Januar, Helga Göring, † 3. Oktober 2010 in Berlin, Schauspielerin
- 1922, 17. Oktober, Armin Löwe, † 23. Oktober 2001 in Heidelberg, Gehörlosen- und Hochschullehrer, Pionier der auditiv-verbalen Erziehung
- 1924, 17. Februar, Eberhard Bachmann, † Juni 2008 in Dresden, Maler und Bildhauer
- 1925, 21. April, Gudrun Goeseke, † 23. Februar 2008 in Halle/Saale, Orientalistin, Leiterin der Bibliothek der Morgenländischen Gesellschaft
- 1926, 8. Juni, Ina Rarisch, † 7. Februar 2012 in Dresden, Filmregisseurin und Animatorin
- 1926, 3. Oktober, Karl-Heinz Rosch, † 6. Oktober 1944 in Goirle, Soldat
- 1927, 2. März, Siegfried Köhler, † 14. Juli 1984 in Berlin, Musiker und Komponist
- 1929, 11. August, Sieglinde Wiegand, † 4. November 2018, Schauspielerin und Regisseurin
- 1929, 13. August, Jutta Damme, † 4. April 2002 in Dresden, Malerin und Grafikerin
- 1929, 13. Oktober, Siegfried Dähne, † 3. Dezember 2011, Chemiker
- 1930, 25. Januar, Renate Zürner, † 18. April 2014; Malerin und Grafikerin
- 1931, 2. September, Wolfram Naumann, † 14. September 2021, Japanologe
- 1932, 18. März, Hans A. Neunzig, Lektor, Übersetzer, Schriftsteller und Verlagsleiter
- 1933, 6. Juli, Rolf Dietrich, † 14. März 2012 in Dresden, Schauspieler
- 1934, 28. Februar, Ingeborg Stein, geboren als Ingeborg Dähne, † 28. Oktober 2020 in Tiefurt, Musikwissenschaftlerin, Museologin und Schriftstellerin, Gründerin und erste Direktorin der Heinrich Schütz-Akademie Bad Köstritz (1984–1999), des späteren Heinrich-Schütz-Hauses in Bad Köstritz
- 1935, 29. Januar, Herbert Richter, Kletterer und bekannter Erstbegeher
- 1935, 29. Juli, Peter Schreier, † 25. Dezember 2019 in Dresden, Sänger (Tenor)
- 1935, 12. August, Dieter Schumann, Chemiker, Präsident der TU Berlin (1993–1997)
- 1936, 12. Januar, Wolfgang Krug, † 12. Dezember 2021, Automobilrennfahrer
- 1936, 1. Juni, Peter Sodann, † 5. April 2024 in Halle (Saale), Schauspieler, Regisseur und Theaterintendant
- 1936, 21. Oktober, Heidrun Hegewald, Malerin, Graphikerin, Zeichnerin und Autorin, lebt heute in Berlin-Karow
- 1938, Rainer Kauschke, Bergsteiger, Erstbegehung des Sachsenweges an der Großen Zinne
- 1938, 20. Februar, Christian Butter, Maler und Grafiker
- 1938, 26. Februar, Manfred Grabs, † 8. Oktober 1984 in Berlin, Musikwissenschaftler und Komponist
- 1938, 22. April, Peter Springer, † 1. März 2022, Diplom-Volkswirt und Politiker (SPD)
- 1938, 29. Juni, Horst Kretzschmar, † 9. November 1989, Lehrer und Diplom-Sozialpädagoge, Leiter des Jugendwerkhofes Torgau (1968–1989)
- 1940, Stephan Reinhardt, Literaturkritiker und Essayist
- 1940, 13. Dezember,  Horst Ende, † 2. Januar 2017 in Schwerin, Kunsthistoriker und Denkmalpfleger
- 1941, 19. Juli, Gerd Müller-Motzfeld, † 24. Juli 2009 in Kirgisistan, Entomologe und Ökologe
- 1942, 7. Januar, Volkmar Clauß, Intendant der Städtischen Bühnen Ulm und Generalintendant der Städtischen Bühnen Kiel
- 1943, 5. März, Frank Forberger, † 30. September 1998 in Meißen, Ruderer, Olympiasieger und Weltmeister
- 1943, 26. März, Roland Göhler, Ruderer, Weltmeister
- 1943, 9. Dezember, Hans-Jörg Kannegießer, † 4. Oktober 2010 in Chemnitz, Landtagsabgeordneter (CDU)
- 1944, 3. Mai, Gernot Erler, Politiker (SPD), Staatsminister im Auswärtigen Amt a. D., Mitglied des Deutschen Bundestages 1987–2017
- 1944, 27. August, Wolfram Schultz, deutsch-britischer Neurowissenschaftler an der University of Cambridge
- 1944,  29. September, Hellmut Körner, Politiker, Staatssekretär in Schleswig-Holstein
- 1945, 21. Januar, Hans-Joachim Ursinus, Handballspieler und -trainer
- 1946, 30. April, Joachim Lindner, Jurist und Richter, Präsident des Thüringer Verfassungsgerichtshofes
- 1947, 23. Februar, Hans-Ulrich Schmied, Ruderer, Weltmeister im Doppelzweier
- 1947, 18. Mai, Ludwig Schultz, Physiker und Materialwissenschaftler, Hochschullehrer
- 1950, Sonja Schüler, Lyrikerin
- 1950, 2. Mai, Otto Werner Förster, † 4. Februar 2023, Germanist, Schriftsteller und Verleger
- 1950, 11. Oktober, Jürgen Hainz, † 14. Januar 1972 in Wernigerode, Todesopfer an der innerdeutschen Grenze
- 1950, 4. November, Wolfgang Heichel, Sänger der Pop-Gruppe Dschinghis Khan

### 1951 bis 2000
- 1951, Andreas Rüdiger, Schauspieler und Synchronsprecher
- 1951, 1. März, Thomas Bley, Professor für Bioverfahrenstechnik
- 1951, 6. Juni, Gabriele Auenmüller, † 18. Mai 2015 in Dresden, Opernsängerin und Souffleuse
- 1952, Elvira Werner, Kulturwissenschaftlerin
- 1952, 29. Februar, Holger Oertel, Handballtorwart und Handballtrainer
- 1952, 14. November, Thomas Hänseroth, Technikhistoriker
- 1953, 13. April, Harald Büttner, Ringer
- 1953, 19. April, Jost Giese, Maler und Grafiker
- 1953, 11. August, Monika Meißner, Volleyballspielerin
- 1954, 4. April, Sabine Landgraf, geb. Pönitz, Politikerin (DSU)
- 1954, 14. April, Christoph Meinel, Informatiker und Direktor des Hasso-Plattner-Instituts
- 1954, 26. Dezember, Walter Dießner, Ruderer, wurde 1980 Olympiasieger im Vierer mit Steuermann
- 1954, 27. Dezember, Ullrich Dießner, Ruderer, wurde 1980 Olympiasieger im Vierer mit Steuermann
- 1955, 1. August, Roland Beier, Karikaturist und Grafiker, Vater der wohl bekanntesten Marx-Karikatur
- 1956, 23. April, Annette Schröter, Malerin
- 1956, 21. August, Karin Metze, Ruderin
- 1957, Steffen Faust, Grafiker und Illustrator
- 1957, 15. Oktober, Tom Sello, Publizist und DDR-Oppositioneller
- 1959, 12. April, Kerstin Franke-Gneuß, Grafikerin, Malerin und Installationskünstlerin
- 1959, 6. Juli, Gunther Rodehau, Leichtathlet, Hammerwerfer
- 1959, 30. Juli, Reinhard Münch, Historiker und Soziologe, Herausgeber und Autor
- 1960, Johannes Fritzsch, Dirigent
- 1960, 20. April, Frank Richter, Theologe, Bürgerrechtler und Politiker
- 1960, 16. September, Uwe Claus, Schriftsteller
- 1961, Matthias Faltz, Theaterschauspieler, Intendant und Regisseur
- 1961, Sabine Herrmann, zeitgenössische Künstlerin
- 1961, 27. August, Karin Strempel, Landtagsabgeordnete (CDU)
- 1961, 7. November, Stefan Schuster, Biophysiker
- 1962, Peter Donath, Schauspieler
- 1962, 10. Juni, Ralf Schumann, Sportschütze, Olympiasieger 1992, 1996 und 2004 mit der Schnellfeuerpistole
- 1962, 25. November, Catharina Struwe, Schauspielerin
- 1963, Georg Fritzsch, Musiker und Dirigent
- 1963, 4. Mai, Beatrix Schröer, geb. Lehmann, Ruderin, wurde 1988 Olympiasiegerin im Achter
- 1963, 24. September, Maike Arlt, 251-fache deutsche Volleyball-Nationalspielerin
- 1964, Hagen Henning, Schauspieler in Theater und Fernsehen
- 1964, 16. April, Michael Arnold, Zahnarzt und Politiker (Bündnis 90/Die Grünen)
- 1964, 4. August, Jörg Urban, Politiker (AfD) und Diplomingenieur für Wasserbau
- 1965, 14. Juli, Silke Schott, Volleyball-Nationalspielerin
- 1966, 6. Februar, Mirko Schmidt, ehemaliger sächsischer Landtagsabgeordneter
- 1966, 20. August, Nick Reimer, Journalist und Buchautor in Berlin
- 1970, 3. Februar, Robert Schuster, Regisseur und Hochschullehrer
- 1971, Andrea Simon, Malerin
- 1975, 29. Juni, Daniela Kuge, Politikerin (CDU)
- 1976, 7. Juni, Mike Steffen Schäfer Kommunikationswissenschaftler und Soziologe, Hochschullehrer
- 1977, Thomas Kirste, Politiker (AfD), Mitglied des Sächsischen Landtages
- 1977, 24. Februar, Matthias Paul, Politiker (NPD)
- 1977, 25. Februar, Jörg Dießner, Ruderer
- 1977, 21. Juli, Susann Rüthrich, Politikerin (SPD), Mitglied des Deutschen Bundestages
- 1978, 5. Oktober, André Schollbach, Rechtsanwalt, Politiker (Die Linke) und Landtagsabgeordneter
- 1979, 16. März, Ronny Liesche, Handballtrainer und ehemaliger Handballspieler
- 1984, Franziska Brychcy, Politikwissenschaftlerin und Abgeordnete in Berlin (Die Linke)
- 1988, Martin Machowecz, Journalist
- 1989, 4. April, Lars Hamann, Leichtathlet (Speerwurf)
- 1998, 6. März, Anne Herpertz, Politikerin

### Ab 2001
- 2005, 30. April, Max Scholze, Fußballspieler

## Persönlichkeiten, die im Ort gewirkt haben
- Benno von Meißen (um 1010–1106), von 1066 bis 1106 Bischof von Meißen
- Kaspar Eberhard (1523–1575), Superintendent von Meißen (1564–1574)
- Nikolaus Jagenteufel (1526–1583), lutherischer Theologe und Pädagoge
- Paul Crell (1531–1579), lutherischer Theologe
- Balthasar Sartorius  (1534–1609), lutherischer Theologe und Superintendent von Meißen (1588–1592)
- Wilhelm Leyser I. (1592–1649), Domherr in Meißen
- Johann Friedrich Böttger (1682–1719), Miterfinder des Europäischen Porzellans
- Heinrich Friedrich Otto (1692–1730), Bürgermeister der Stadt
- Johann Gregorius Höroldt (1696–1775), Porzellanmaler
- Johann Joachim Kändler (1706–1775), Porzellanmodelleur
- Georg Sigismund Green der Jüngere (1712–1754), evangelischer Theologe
- Gotthold Ephraim Lessing (1729–1781), Schüler der fürstlichen Landesschule St. Afra
- Christoph Gotthelf König (1765–1832), Rektor der Fürstenschule Meißen
- Friedrich Gustav Schilling (1766–1839), Schriftsteller, verbrachte seine Kindheit und Jugend in Meißen-Zscheila
- Johann Gottlieb Kreyßig (1779–1854), Professor an der Fürstenschule und Altphilologe
- Karl Wilhelm Baumgarten-Crusius (1786–1845), Rektor der Fürstenschule,
- Johann Gottlieb Thierfelder (1799–1867), Arzt, Stadtphysicus, Medizinhistoriker
- Adolf Peters (1803–1876), Mathematiker und Dichter, Lehre an St. Afra
- Karl Richard Hirschberg (1820–1886), Jurist und Politiker, MdR, MdL (Königreich Sachsen), Bürgermeister in Meißen
- Ernst Stahl (1846–1924), Musiker, Komponist, Kantor und Dirigent. Er war ab 1891 in Meißen Kantor und Stadtmusikdirektor.
- Rudolf Kanka (1899–1988), Maler und Grafiker
- Otto Walcha (1901–1968), Maler, Schriftsteller, Archivar
- Willy Ascherl (1902–1929), bekannter Fußballspieler
- Helmut Böhme (1902–1945), Politiker (NSDAP), von 1937 bis 1945 Kreisleiter in Meißen
- Walther Meinig (1902–1987), Maler und Grafiker
- Karl Hans Drechsel (1904–1946), Oberbürgermeister von Meißen
- Erich Schmidt (1910–2005), Kirchenmusiker, von 1950 bis 1980 Domkantor in Meißen
- Heinz Löffler (1913–2008), Maler
- Ellinor Symmangk (1931–2004), Industrie-Designerin und Porzellankünstlerin
- Helmut Symmangk (1931–2018), Maler und Grafiker
- Hildegund Sell (1933–2022), Keramikkünstlerin und Formgestalterin
- Anni Jung (1937–2022), Keramikerin, Malerin und Grafikerin
- Lothar Sell (1939–2009), Grafiker und Keramikkünstler
- Hans-Ulrich Thomale (* 1944), ehemaliger Fußballspieler
- Horst Rau (1949–2020), Fußballtrainer, ehemaliger DDR Oberliga-Profispieler, Trainer des Meißner SV 08 (2009–2011)
- Rosemarie Pohlack (* 1953), Architektin, Denkmalpflegerin, Leiterin der unteren Denkmalschutzbehörde im Kreis Meißen (1991–1993), seit 2002 sächsische Landeskonservatorin
- Matthias Müller (* 1954), ehemaliger Fußballspieler und -trainer
- Thomas Pohlack (1955–2021), Architekt, Amtsleiter Stadtplanung und Baudezernent in Meißen, Oberbürgermeister von Meißen (1993–2004)[1][2]
- Olaf Raschke (* 1963), Lokalpolitiker (parteilos), seit 2004 Oberbürgermeister von Meißen
- Rico Glaubitz (* 1973), Fußballspieler

## Die Ehrenbürger der Stadt Meißen
Die Stadt Meißen hat aktuell 22 + 1 Personen das Ehrenbürgerrecht verliehen. Ein Ehrenbürgerrecht wurde aberkannt.
1. Christian Beatus Kenzelmann, Philosoph, Archidiakon (1839)
2. Samuel Friedrich Christian Hahnemann, Begründer der Homöopathie (1841)
3. Rudolf Julius Benno Hübner, Maler (1845)
4. Christian Gottlob Steuer, Kassierer der Königl. Porzellan-Manufaktur Meißen (1852)
5. Karl Heinrich Ferdinand Schütze, Kaufmann, Rittergutsbesitzer, Wohltäter („Waisenverein zu Meißen“) (1856)
6. Carl Heinrich Meding, Königlicher Bezirks- und Schularzt (1858)
7. Heinrich Gottlob Kühn, ab 1814 Leiter der Königl. Porzellan-Manufaktur Meißen (1863)
8. Eduard Leschner, Kaufmann, Stadtrat, Wohltäter der Stadt Meißen („Leschner-Stiftung“) (1874)
9. Ernst Justus Burckhardt (1875)
10. Gustav Moritz Hallbauer, Mitglied der Frankfurter Nationalversammlung (1879)
11. Gustav Ludwig Crasso, Oberinspektor der Königl. Porzellan-Manufaktur in Meißen (1882)
12. Karl Friedrich Henke (1894)
13. Fürst Otto von Bismarck, Reichskanzler des Deutschen Kaiserreichs (1895)
14. Rudolf Kanka
15. Karl Robert Kurtz, Königlich-Sächsischer Geheimer Kommerzienrat (1908)
16. Carl Gustav Adolf Hofmann (1913)
17. Albin Max Ay, Bürgermeister von Meißen (1926)
18. Paul von Beneckendorff und von Hindenburg, Generalfeldmarschall, Reichspräsident der Weimarer Republik (1933)
19. Adolf Hitler, Reichskanzler des Deutschen Reichs (1933, 1996 aberkannt)
20. Manfred von Killinger (1886–1944), Ministerpräsident von Sachsen[4]
21. Ruiji Aoki, Bürgermeister des Meißner Städtepartners Arita-cho in Japan (1988)
22. Peter Schreier, Sänger (1996)
23. Helmut Reibig, Historiker und Archivrat (2006)
24. Günter Naumann, Historiker und Autor (2019)